# Superga (entreprise)

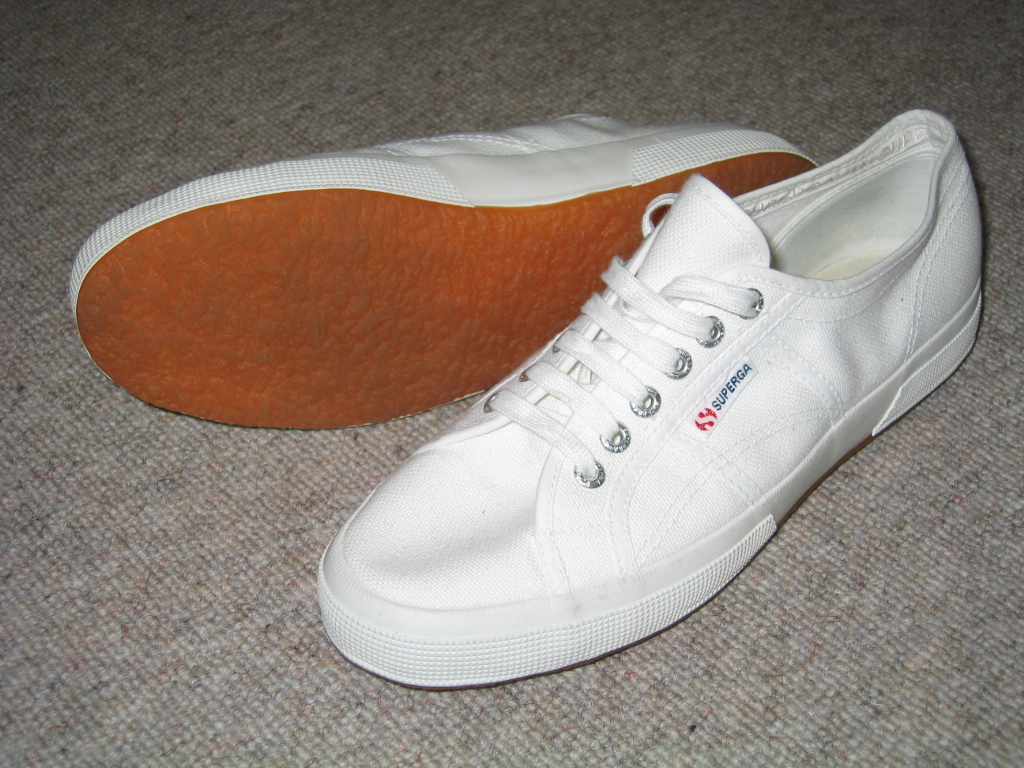
Une paire de Superga

logo de Superga

Superga animation

Superga est une entreprise qui produit des chaussures, créée en 1911 à Turin par Walter Martiny.
La Superga est la première tennis du monde.
En 1925, la société crée son modèle iconique 2750  avec de la toile et du caoutchouc vulcanisé, qui sera décliné en toutes les couleurs et sera un énorme succès commercial. La marque appartient au groupe BasicNet S.p.A. (it).